# Wehrmauer Ottenhofen

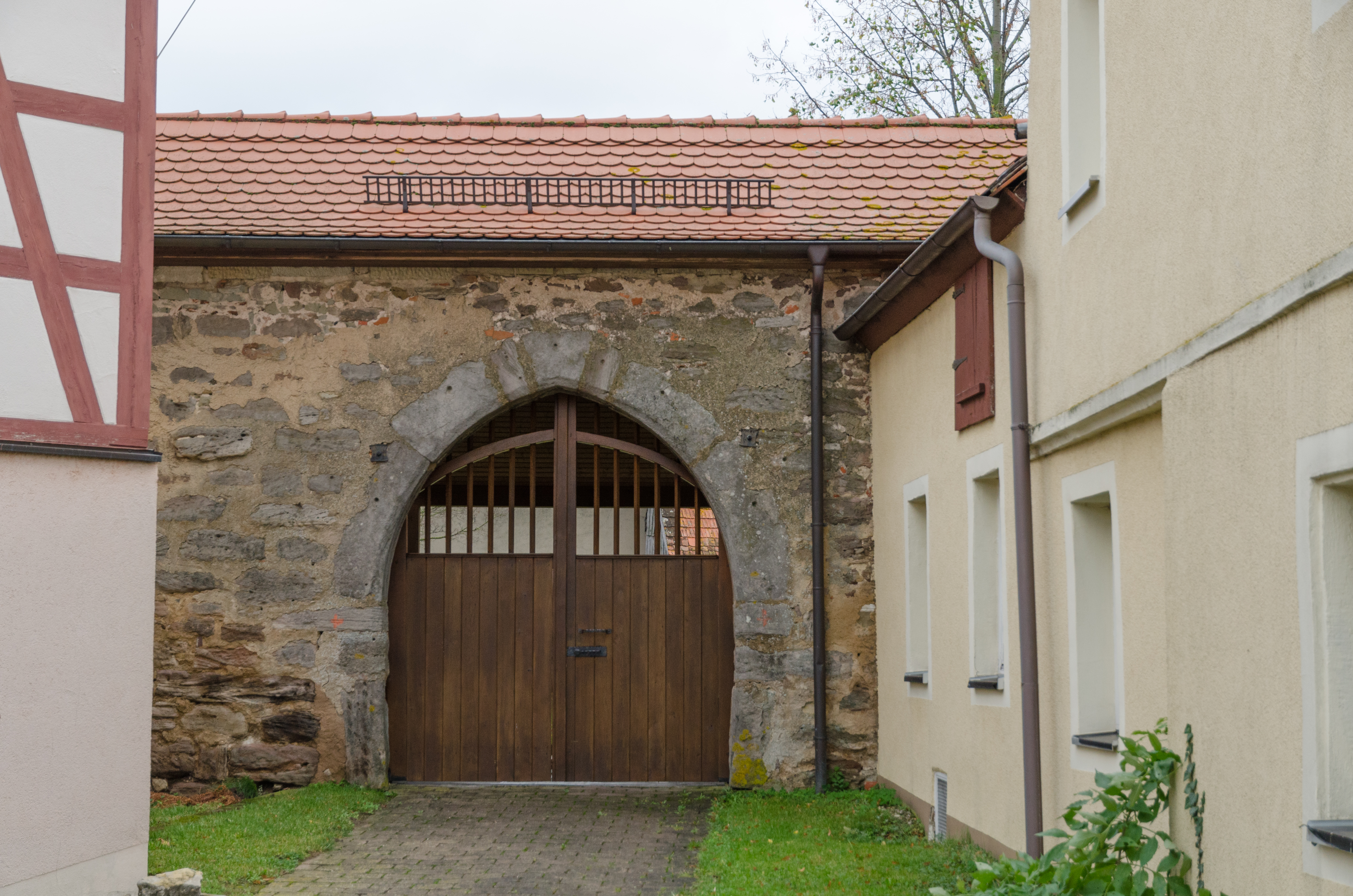
Wehrmauer mit Tor in Ottenhofen

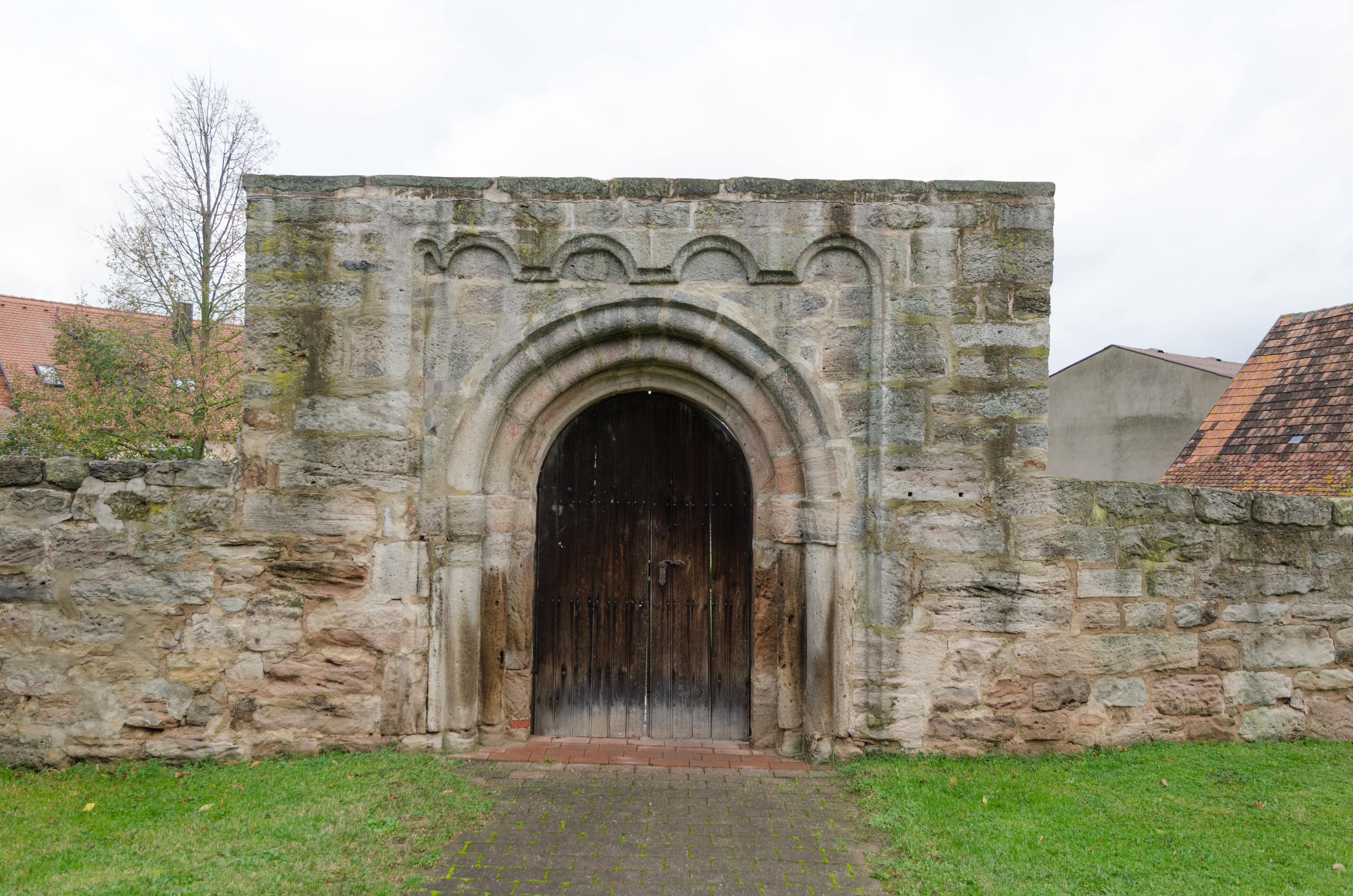
Wehrmauer und ehemaliges Kirchenportal

Die Wehrmauer in Ottenhofen, einem Gemeindeteil des Marktes Marktbergel im mittelfränkischen Landkreis Neustadt an der Aisch-Bad Windsheim in Bayern, wurde im Spätmittelalter errichtet. Die ehemalige Wehrmauer und heutige Friedhofsmauer ist ein geschütztes Baudenkmal. 
Die Wehrmauer aus einem breiten Bruchsteinmauerwerk hat im Südwesten ein spätgotisches Spitzbogentor. 
Im Südosten steht ein romanisches Rundbogenportal mit zweifach gestuftem Gewände und ornamentierten Korbkapitellen der ehemals innerhalb der Einfriedung befindlichen Kirche aus dem 12./13. Jahrhundert, das 1911 in die Mauer integriert wurde.   